# انتخاب گسسته
در علم اقتصاد، مدل‌های انتخاب گسسته یا مدل‌های انتخاب کیفی، انتخاب‌های بین دو یا چند گزینه گسسته، مانند ورود یا عدم ورود به بازار کار، یا انتخاب بین شیوه‌های حمل و نقل را توصیف، توضیح و پیش‌بینی می‌کنند. چنین انتخاب‌هایی با مدل‌های مصرف استاندارد که در آن مقدار هر کالای مصرفی، یک متغیر پیوسته فرض می‌شود، در تضاد است. در حالت پیوسته، روش‌های محاسبه (به عنوان مثال شرایط مرتبه اول) می‌تواند برای تعیین مقدار بهینه انتخاب شده استفاده شود و تقاضا می‌تواند به صورت تجربی با استفاده از تحلیل رگرسیون مدل‌سازی شود.
از سوی دیگر، تحلیل گسسته، انتخاب موقعیت‌هایی را بررسی می‌کند که در آن نتایج بالقوه، گسسته هستند، به طوری که انتخاب بهینه با شرایط مرتبه اول استاندارد مشخص نمی‌شود؛ بنابراین، به جای بررسی «چقدر» در مسائل مربوط به متغیرهای انتخاب پیوسته، انتخاب گسسته، انتخاب «کدام» را بررسی می‌کند.
با این حال، تجزیه و تحلیل انتخاب گسسته همچنین می‌تواند برای بررسی کمیت انتخابی مورد استفاده قرار گیرد، زمانی که فقط باید تعداد متمایز کمی، از بین آنها انتخاب شود؛ مانند تعداد وسایل نقلیه ای که یک خانواده انتخاب می‌کند و تعداد دقیقه خدمات مخابراتی که مشتری تصمیم به خریدن آن می‌گیرد.
تکنیک‌هایی مانند رگرسیون لجستیک و رگرسیون پروبیت را می‌توان برای تحلیل تجربی انتخاب گسسته استفاده کرد.
مدل‌های انتخاب گسسته به‌طور نظری یا تجربی، انتخاب‌های انجام‌شده توسط افراد را در میان مجموعه‌ای از گزینه‌های متناهی، مدل‌سازی می‌کنند. این مدل‌ها برای بررسی، به‌عنوان مثال، انتخاب خودرو برای خرید، انتخاب دانشگاه، نوع حمل‌ونقل (ماشین، اتوبوس، ریل) برای رفتن به محل کار در میان کاربردهای متعدد دیگر استفاده شده‌اند.
مدل‌های انتخاب گسسته نیز برای بررسی انتخاب‌های سازمان‌ها استفاده می‌شوند. در بحث زیر، واحد تصمیم‌گیری یک شخص فرض می‌شود، اگرچه مفاهیم به‌طور کلی‌تر قابل استفاده هستند. دانیل مک فادن در سال ۲۰۰۰ جایزه نوبل را برای کار پیشگام خود در توسعه پایه‌های نظری برای انتخاب گسسته دریافت کرد.
از نظر آماری، مدل‌های انتخاب گسسته، انتخاب انجام شده توسط هر فرد را به ویژگی‌های شخص و ویژگی‌های گزینه‌های موجود برای فرد مرتبط می‌کند. به عنوان مثال، انتخاب خودرویی که فرد خریداری می‌کند، از نظر آماری با درآمد و سن فرد و همچنین با قیمت، مصرف سوخت اندازه و سایر ویژگی‌های هر خودروی موجود مرتبط است. مدل‌ها احتمال انتخاب یک جایگزین خاص را تخمین می‌زنند. این مدل‌ها اغلب برای پیش‌بینی چگونگی تغییر انتخاب‌های افراد تحت تغییرات جمعیت‌شناسی و/یا ویژگی‌های گزینه‌ها استفاده می‌شوند.
مدل‌های انتخاب گسسته احتمال انتخاب یک گزینه را از میان مجموعه‌ای از گزینه‌ها مشخص می‌کنند. توصیف احتمالی رفتار انتخاب گسسته، برای انعکاس رفتار فردی که ذاتاً احتمالی تلقی می‌شود، استفاده نمی‌شود. بلکه این فقدان اطلاعات است که ما را به توصیف انتخاب به شیوه ای احتمالی سوق می‌دهد. در عمل، ما نمی‌توانیم همه عوامل مؤثر بر تصمیم‌های انتخاب فردی را بدانیم، زیرا عوامل تعیین‌کننده آن‌ها تا حدی مشاهده می‌شوند یا به‌طور ناقص اندازه‌گیری می‌شوند؛ بنابراین، مدل‌های انتخاب گسسته به فرضیات و مشخصات تصادفی تکیه می‌کنند تا عوامل مشاهده‌نشده مرتبط با موارد ذیل را را در نظر بگیرند:
الف) گزینه‌های انتخاب
ب) تنوع سلیقه در افراد (ناهمگونی بین فردی) و در طول زمان (دینامیک انتخاب درون فردی)
ج) مجموعه‌های انتخاب ناهمگن
فرمول‌های مختلف، به صورت خلاصه شده و در گروه‌هایی از مدل‌ها، طبقه‌بندی شده‌اند.

## ویژگی‌های مشترک مدل‌های انتخاب گسسته
مدل‌های انتخاب گسسته اشکال مختلفی دارند، از جمله: باینری لاجیت، باینری پروبیت، لاجیت چندجمله‌ای، لاجیت شرطی، پروبیت چندجمله‌ای، لاجیت تودرتو، مدل‌های ارزش عالی تعمیم‌یافته، لاجیت مختلط، و لاجیت انفجاری. همه این مدل‌ها دارای ویژگی‌های مشترک هستند که در زیر توضیح داده شده‌است.

### مجموعه انتخاب
مجموعه انتخاب، مجموعه ای از گزینه‌هایی است که در اختیار فرد قرار می‌گیرد. برای یک مدل انتخاب گسسته، مجموعه انتخاب باید سه شرط را برآورده کند:
1. مجموعه گزینه‌ها باید در مجموع جامع باشد، به این معنی که مجموعه، شامل همه گزینه‌های ممکن است. این شرط دلالت بر این دارد که فرد لزوماً یک گزینه را از مجموعه انتخاب می‌کند.
2. گزینه‌ها باید متقابلاً منحصر به فرد (دو به دو ناسازگار) باشند، به این معنی که انتخاب یک گزینه به معنای عدم انتخاب گزینه‌های دیگر است. این شرط دلالت بر این دارد که فرد تنها یک گزینه را از مجموعه انتخاب می‌کند.
3. مجموعه باید شامل تعداد متناهی گزینه باشد. این شرط سوم، تحلیل انتخاب گسسته را از اشکال تحلیل رگرسیون متمایز می‌کند که در آن متغیر وابسته می‌تواند (از لحاظ نظری) تعداد نامتناهی از مقادیر را بگیرد.

به عنوان مثال، مجموعه انتخاب برای شخصی که تصمیم می‌گیرد از کدام نوع حمل و نقل به محل کار خود استفاده کند، شامل رانندگی به تنهایی، سوار شدن خودروهای سر راهی، سوار شدن با اتوبوس و غیره است. مجموعه انتخاب می‌تواند پیچیده‌تر باشد اگر یک شخص از گزینه‌های ترکیبی برای یک سفر استفاده کند، مانند این که با خودرو به ایستگاه قطار رانندگی کند و سپس با سوار شدن بر قطار به محل کار برود. در این مورد، مجموعه انتخابی می‌تواند شامل هر ترکیب ممکن از حالت‌ها باشد. هم چنین انتخاب را می‌توان به عنوان انتخاب حالت «اصلی»، با مجموعه ای از ماشین، اتوبوس، راه‌آهن، و موارد دیگر (مانند پیاده‌روی، دوچرخه، و غیره) تعریف کرد. توجه داشته باشید که گزینه «دیگر» به منظور جامع کردن مجموعه انتخاب گنجانده شده‌است.
افراد مختلف بسته به شرایط خود ممکن است مجموعه انتخاب‌های متفاوتی داشته باشند. به عنوان مثال، خودروی سایون تا سال ۲۰۰۹ در کانادا فروخته نمی‌شد، بنابراین خریداران خودروهای جدید در کانادا با انتخاب‌های متفاوتی نسبت به مشتریان آمریکایی مواجه شدند. چنین ملاحظاتی در فرمول بندی مدل‌های انتخاب گسسته در نظر گرفته می‌شود.

### تعریف احتمالات انتخاب
یک مدل انتخاب گسسته، احتمال انتخاب یک گزینه خاص را مشخص می‌کند، با این احتمال که به عنوان تابعی از متغیرهای مشاهده‌شده که به گزینه‌ها و شخص مربوط می‌شوند، بیان می‌شود.
در شکل کلی آن، احتمال اینکه شخص n گزینه i را انتخاب کند به صورت زیر بیان می‌شود:
{\displaystyle P_{ni}\equiv \Pr({\text{Person }}n{\text{ chooses alternative }}i)=G(x_{ni},\;x_{nj,j\neq i},\;s_{n},\;\beta ),}
که در آن:
{\displaystyle x_{ni}} بردار ویژگی‌های گزینه i است که شخص n با آن مواجه است،
{\displaystyle x_{nj,j\neq i}} بردار ویژگی‌های گزینه‌های دیگر (به غیر از i) است که شخص n با آن روبرو است،
{\displaystyle s_{n}} بردار ویژگی‌های شخص n است و
{\displaystyle \beta } مجموعه ای از پارامترهایی است که تأثیر متغیرها بر احتمالات را نشان می‌دهد که به صورت آماری برآورد می‌شوند.
در مثال بالا، از ویژگی‌های حالت‌ها (xni)، مانند زمان و هزینه سفر، و ویژگی‌های مصرف‌کننده (sn)، مانند درآمد سالانه، سن و جنسیت، می‌توان برای محاسبه انتخاب استفاده کرد.
ویژگی‌های گزینه‌ها می‌تواند در افراد مختلف متفاوت باشد. به عنوان مثال، هزینه و زمان سفر به محل کار با ماشین، اتوبوس و راه‌آهن برای هر فرد بسته به محل خانه و محل کار آن فرد متفاوت است.
ویژگی‌ها:
- P ni بین ۰ و ۱ است
- {\displaystyle \forall n:\;\sum _{j=1}^{J}P_{nj}=1,} که در آن J تعداد کل گزینه‌ها است.
- (بخشی از افرادی مورد انتظار که i را انتخاب می‌کنند) {\displaystyle ={1 \over N}{\sum _{n=1}^{N}P_{ni}},} که در آن N تعداد کل افرادی است که انتخاب می‌کنند.

مدل‌های مختلف (یعنی مدل‌هایی که از تابع G متفاوت استفاده می‌کنند) ویژگی‌های متفاوتی دارند.